# مارانو

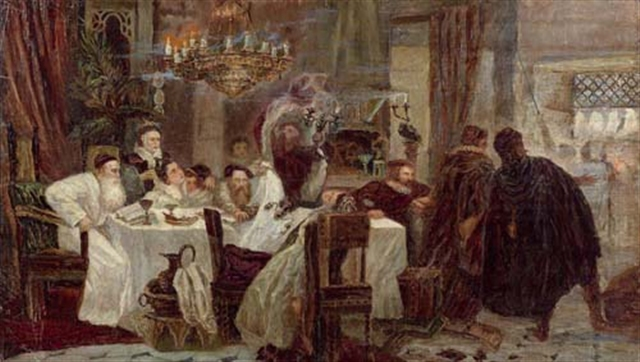
نقاشی از مارانو ها

مارانوس (اسپانیایی: maˈranos) یهودیانی بودند که در سرزمین اسپانیا و پرتغال کنونی می‌زیستند و مجبور شدند تحت فشار به مسیحیت بگروند ولیکن در خفا به پیروی از تعالیم دین یهود ادامه دادند. این اصطلاح بعد از اجرای دستور الحمبرا و لغو شدن پیمان گرانادا که در آن به یهودیان مصونیت داده شده بود رایج شد. این افراد همچنین به نو مسیحیان یا جدید مسیحیان نیز معروف شدند (مانند اصطلاح جدیدالاسلام که در ایران به یهودیانی که مسلمان شده بودند گفته می‌شد).

## وجه تسمیه
لغت مارانو از لغت عربی محرم به معنی حرام شده گرفته شده‌است. این لغت در اسپانیای تحت سلطه مسلمانان به خوک گفته می‌شد که در نزد مسلمانان و یهودیان حرام بود. مارانو هنوز هم در اسپانیایی به معنی خوک و کثیف است و به گروه مذهبی گفته نمی‌شود.
این اصطلاح توسط عامه مردم استفاده می‌شد و حالتی نژادپرستانه داشت زیرا مردم اعتقاد داشتند که این مسیحیان جدید از نژادی متفاوت هستند که دندانهای بدی دارند که نشانه بدی روح آنان است. در قرن ۱۶ مارانو به مسیحیانی که از یهودیت یا اسلام به مسیحیت گرویده بودند گفته می‌شد زیرا هر دوی این دینها خوردن خوک را ممنوع می‌دانستند. اصطلاح مارانو به میگل دو سروانتس نیز گفته می‌شد که از نسل یهودی یا اسلامی بود.
در پرتغالی این اصطلاح فقط به یهودیان مسیحی شده گفته می‌شود. امروزه در بین تاریخدانان لغت مارانو کمتر مورد استفاده قرار گرفته و بیشتر لغت آنوسی استفاده می‌شود.

## تاریخچه
در قرن ۱۵ حدود ۱۰۰۰۰۰ تا ۲۰۰۰۰۰ نفر یهودی تحت فشار به مسیحیت گرویدند. تعداد این افراد در بین تاریخدانان مختلف متفاوت است. مطالعات بر روی کروموزوم Y نشان داده است که حدود ۲۰ درصد از مردم شبه جزیره ایبری دارای نژاد یهودی سفاردی هستند. ولیکن بعضی تحقیقات دیگر این نتایج را تایید نکردند.
در پرتغال این مسیحیان جدید همچنان یهودی ماندند. در قرن ۲۰ ساموئل شوارتز درباره گروهی از یهودیان در شمال شرقی پرتغال نوشت که افراد آن چهار سده در خفا به یهودیت ادامه داده بودند. بسیاری از این افراد بعد از جنگ جهانی دوم و برداشته شدن محدودیتهای مذهبی نسبت به آنها به یهودیت بازگشتند.
مارانوها همیشه به دیده شک مورد توجه بودند. در سال ۱۵۰۶ و بعد از اینکه یک بیماری بسیاری از منابع مردم را از بین برد مارانوها مقصر دانسته شدند. در سال ۱۵۰۶ مردم کشف کردند که بسیاری از مارانوها همچنان مواد غذایی را با سنتهای یهودی تهیه می‌کنند و عید پسح را جشن می‌گیرند. بعضی از این افراد دستگیر شده و بعد از چند روز آزاد شدند.

### مهاجرت
بسیاری از مارانوها اسپانیا را ترک کردند. بعضی به ایتالیا رفتند که آب و هوای ملایم و شبیه اسپانیا داشت. بسیاری از این افراد در ونیز، فلورانس، میلان، ناپل، پیزا و بولونا ساکن شدند. تعداد آنها آنقدر زیاد بود که فرناندو دو گوئز لوریرو یک کتاب کامل در مورد نامهای افراد یهودی که از اسپانیا به ایتالیا آمده بودند نوشته‌است.
بسیاری دیگر از مارانوها به آمریکای جنوبی رفتند. بعضی از آنها در اسپانیای جدید (آمریکای جنوبی و شمالی) و پرو (آمریکای جنوبی) ساکن شدند. تعدادی از آنهایی که به مکزیک رفته بودند به ایالت نیومکزیکوی فعلی در ایالات متحده رفتند.
در فرانسه نیز بسیاری از مارانوها ساکن شدند. آنها در شهرهایی مانند بوردو، مارسی، مونت پلیر و تاربس ساکن بودند. این افراد ظاهراً کاتولیک بوده، فرزندان خود را مسیحی بزرگ می‌کردند و به کلیسا می‌رفتند. ولیکن در خفا فرزندان پسر خود را ختنه می‌کردند، شبات را نگه می‌داشتند و عیدهای مذهبی را همراه یکدیگر جشن می‌گرفتند.
مارانوهای زیادی به امپراتوری عثمانی مهاجرت کردند. در امپراتوری عثمانی آنها نیازی به وانمود کردن نداشته و می‌توانستند به صورت علنی یهودی باشند. بعضی از این مسیحیان جدید به لندن و برزیل نیز رفتند. مهاجرت به قسطنطنیه و تسولانیکی، ایتالیا، صربستان، رومانی، بلغارستان و وین تا قرن ۱۸ ادامه داشت.